# Berwick St John
Berwick St John – wieś w Anglii, w hrabstwie Wiltshire. Leży 22 km na południowy zachód od miasta Salisbury i 148 km na południowy zachód od Londynu.